# Irjan
Irjan − polski zespół bluesowy, powstały jesienią 1977 roku w Toruniu. 
W początkowym okresie grupę tworzyli jej założyciele: Ireneusz Dudek (śpiew, harmonijka ustna, skrzypce) i ówczesny student toruńskiego WSP Jan Janowski (śpiew, gitara akustyczna, harmonijka ustna, drumla, kazoo). Wiosną 1978 r. skład Irjana zasilił basista Andrzej Nowicki. Obowiązki managera grupy pełnił poznański dziennikarz Krzysztof Wodniczak, który jednocześnie dbał o obecność Irjana w prasie. Zespół odwiedził liczne festiwale i kluby studenckie w całej Polsce. Pojawił się m.in. na Pop Session w Sopocie, Folk - Blues Meeting i na Festiwalu Kultury Studentów w Poznaniu (1978). Podczas białostockiej Jesieni z Bluesem wspólnie z Kasą Chorych przedstawił program Różne barwy bluesa (1978) oraz wystąpił z nią na Międzynarodowej Wiośnie Estradowej (1979). Poprzedzał również zagraniczne gwiazdy muzyki pop: Mungo Jerry i The Rubettes. 
Irjan zarejestrował nagrania dla radia, lecz żadne z nich nie zachowało się w archiwach. Instrumentalny utwór grupy pt. Irjanowy przekładaniec znalazł się na longplayu upamiętniającym 10-lecie łódzkiego Stowarzyszenia Muzyki Estradowej. Zespół wykonywał bluesowe standardy, utwory Paula Butterfielda, Mike’a Bloomfielda, Alexisa Kornera, Johna Lee Hookera, Johna Mayalla i Muddy’ego Watersa. Grał też własne kompozycje, niektóre jeszcze z repertuaru zespołu Apokalipsa. Komponowane głównie przez Dudka bluesy zachowywały słowiański charakter, w czym udział miały teksty poety Józefa Andrzeja Grochowiny. Zespół korzystał także z twórczości Jerzego Harasymowicza, Macieja Zembatego i innych. 
We wrześniu 1979 r. odszedł Janowski, a Dudek powołał do życia nowy, elektryczny skład zespołu z gitarzystą Robertem Golą i basistą Bogdanem Kisielem. W 1980 roku do grupy dołączyli: klawiszowiec Stanisław Witta i perkusista Henryk Onysek, a także gitarzysta Andrzej Urny, który po odejściu Janowskiego grywał również z nim. Zespół nagrał dla opolskiego radia cztery kompozycje: Ballada o paproci, Daj mi znać (z repertuaru Apokalipsy), Czaszka bluesa i Ciąży mi moja pieśń. Przez krótki okres z Irjanem współpracowali: gitarzysta Maciej Radziejewski (ex-Apokalipsa), pianista Adam Żółtowski i perkusista Witold Kukuć. W tym samym roku muzycy (bez Goli) towarzyszyli Piotrowi Janczerskiemu jako Bractwo i koncertowali w Stanach Zjednoczonych, Kanadzie i w Związku Radzieckim, gdzie prezentowali świąteczny program pt. Wieczerza wigilijna u księcia Radziwiłła Panie Kochanku. Irjan przestał istnieć wiosną 1980 roku.

## Piosenki z repertuaru zespołu Irjan
- Senne przewidzenie
- Biegną ludzie
- Ballada o Johnie Wisielcu
- Pociągi odjeżdżające - blues
- Dokąd niosą mnie moje nogi
- Wiatr się na jesionie wietrzy